# 케디리 왕국
케디리 왕국(Kediri Kingdom)은 힌두 불교 계통 자와족 왕국으로, 1042년부터 1222년까지 동자와에 기반을 두었다. 분열되었던 당시 서쪽 지역 국호는 카디리(Kāḍiri) 혹은 판잘루(Pañjalu), 동쪽 지역 국호(1292–1293)는 게겔랑(Gégélang)이라고 한다.
1292년부터 1293년까지 자야카트왕(Jayakatwang)의 통치를 받은 케디리 왕국은 고대 도시 다하나푸라(Dahanapura)에 중심을 두었으나 고고학적 유물과 유적이 적어 통치의 발전상이 주로 고전 문헌에 기록되어 있다. 음푸 세다(Mpu Sedah)의 카카윈 바라타유다(Kakawin Bharatayuddha), 음푸 파눌루(Mpu Panuluh)의 가톳카카스라야(Gatotkacasraya), 음푸 다르마자(Mpu Dharmaja)의 스마라다나(Smaradhana)는 이 시기에 꽃을 피웠다. 수도는 브란타스강(Brantas River) 계곡 서쪽에 있었던 것으로 보이는데, 그 위치는 오늘날 케디리 주 케디리 인근으로 보인다.

## 어원
다하(Daha) 도시는 왕국 설립 이전에 있었다. 다하는 '불의 도시'라는 뜻을 지닌 '다하나푸라'의 약자이다. 이 도시명은 1042년 아이를랑가(Airlangga)가 작성한 팜와탄 비문(Pamwatan inscription)에 열거되어 있다. 이는 세랏 칼론 아랑(Serat Calon Arang) 안의 뉴스 다음에 나온다. 그 뉴스는 아이를랑가 치세 말기, 왕국의 중심은 더 이상 카후리판(Kahuripan)이 아니라 다하나푸라로 옮겨갔고 아이를랑가를 다하왕으로 불렀다는 것이다.

### 판잘루
케디리 왕국은 '판잘루'라고도 알려져 있다. 정확한 명칭은 '팡잘루(Pangjalu)'이며  장갈라(Janggala)의 쌍둥이 왕국이다. 단명한 케디리 제2왕조를 부활시킨 자야카트왕 치세에, 왕국은 '겔랑겔랑(Gelang-gelang)' 혹은 '게겔랑'으로 알려졌다. 카디리 이외에 왕국은 수도 이름을 따 다하 혹은 다하나푸라로도 알려졌다. 다하라는 이름은 경쟁자 트로울란(Trowulan)의 소재지로서 마자파힛(Majapahit) 시기에도 사용되었다.
초기에는 판잘루라는 이름이 케디리보다 자주 사용되었다. 이는 판잘루 국왕들이 만든 비명에도 잘 보인다. 판잘루라는 이름은 중국 남송(南宋) 주거비(周去非)의 『영외대답(嶺外代答)』(1178)에 '보가룡(莆家龍)'이라는 음역어로 등재되어 있다.
과거 정착지 등을 건립할 당시, 지역에서는 세 유형의 땅을 사용했다. 첫번째는 비옥하고 샘물이 가까이 있어 식물이 잘 자라는 아누파(Anupa)이다. 두번째는 일부만 비옥하고 일부는 비옥도가 떨어지는 땅인 사다라나(Sadarana)이다. 세번째는 척박하여 황야에 가까운 장갈라이다.
'Pangjalu'는 남성을 뜻하는 '잘루(Jalu)'(인도네시아어로 jantan)에 접두사 'Pang'을 붙인 것(인도네시아어 pe-, 따라서 인도네시아어 'pejantan', '남성인 한 사람'이란 뜻)이다. 이 지역에서는 비옥하고 독립된 지역을 의미한다. 'Kadiri' 역시 독립된 상태를 의미하며 Pangjalu의 유의어이다.

### 카디리
'Kadiri' 혹은 'Kediri' 역시 산스크리트어로 인도 오디(India Mulberry) 즉 노니(noni)를 뜻하는 'Khadri'에서 왔다. 지역에서는 '파세(pacé)' 혹은 '멍쿠두(mengkudu)' 나무로 알려졌다. 노니나무 껍질은 바틱(batik)을 만드는데 쓰는 갈색 자색 염료를 만든다. 반면 열매는 약재로 사용한다. 인도 안드라프라데시(Andhra Pradesh)에도 카디리(Kadiri)라는 이름의 도시가 있다. 더 적절한 어원은 고대 자바어로 독립, 무의(無依), 용립(聳立), 인격을 지님, 자기충족을 뜻하는 'kadiri'에서 왔다는 것이다.

## 케디리 건립

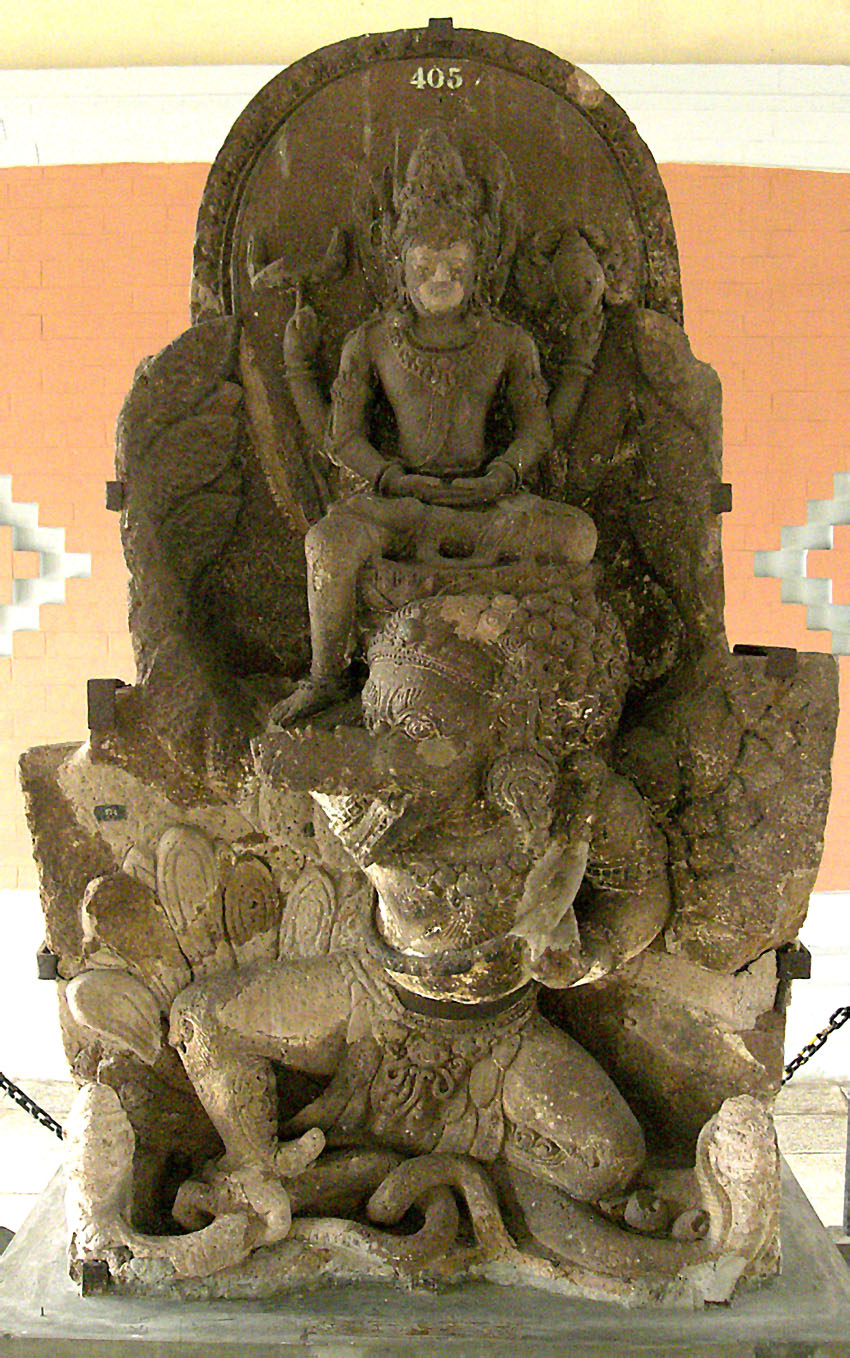
가루다(Garuda)를 탄 비슈누(Vishnu)로 표현된 아이를랑가. 벨라한(Belahan) 출토. 동자바주 트라울란박물관(Trowulan Museum)

케디리 왕국은 아이를랑가의 카후리판 왕국의 후속체이자, 자바 이샤나 왕조(Isyana Dynasty)를 계승한 연속체로 보인다. 1042년, 아이를랑가가 카후리판 왕국을 장갈라와 판줄루(카디리) 두 개로 나눴고, 아들을 위하여 퇴위 후 금욕주의자로 살았다. 7년 후 그는 사망하였다.:146–147,158

## 케디리 국왕 통치
역사 기록에 남은 케디리 초대 국왕은 마하라자(Maharaja) 스리 사마라비자야(Çri Samaravijaya, 재위 1042–1051)이다. 그의 옥새는 아이를랑가와 같은 '가루드무칼란카나(Garudmukhalancana)' 혹은 '가루드무카(Garudmukha)'이다. 그의 뒤를 이어 스리 지텐드라카라 파라크라마 바트카(Çri Jyitêndrakara Parakrama Bhakta, 재위 1051–1112)가 이었다.
스리 바메스바라(Çri Bamesvara)가 즉위한 해는 미상이다. 옥쇄 '란차나(Lanchana)'는 시바(Shiva)를 상징하는 찬드라카팔라(chandrakapala)라는 초승달이 있는 해골이다. 통치 기간 동안 1112-1135년 사이에 작성된 비명들이 최소 10개가 있었다. 비문 내용에는 동자바의 발전상을 담고 있다.
바메스바 이후 자야바야(Jayabhaya, 재위 1135–1157)가 뒤를 이었다. 공식 시호는 '스리 마하라자 스리 다르메스와라 마두수가나와타라닌디타 수르트싱하 파라크라마 디그자욧퉁가데와(Çri Maharaja çri Dharmmeçwara Madhusudanawataranindita Suhrtsingha Parakrama Digjayottunggadewa)'이다. 나라싱하바타라(Narasinghavatara)라는 그의 통치의 란차나(Lanchana)는 비슈누(Lord Vishnu)의 아바타 중 하나인 나라싱하바타라이다. 나라싱하바타라는 사자 머리를 가진 사함으로 거인들의 왕 히라냐카시푸(Hiranyakasipu)의 배를 찢었다. 자야바야라는 이름은 1135년 지어진 자바 버전의 마하바라타(Mahabharata)인 카카윈 바라타유다(Kakawin Bharatayuddha)에 전해지고 있다. 이 책은 형제 음푸 파눌루(Mpu Panuluh)가 완석했다. 음푸 파눌루는 '하리왕사(Hariwangsa)'와 '가톳카카스라야(Gatotkacasraya)'를 지었다. 자야바야의 통치기는 고대 자버어 문헌의 황금기로 지칭된다. 자야바야에게 봉헌된 예언서 '프렐람방 조요보요(Prelambang Joyoboyo)'는 자바인 사이에 유명하다. 이 책에는 자바섬이 장기간 백색 인종에게 통치되고 이후 잠시 황색 인종에게 통치되었다가 다시 영광을 되찾을 것이라고 예언되어 있디. 자야바야의 예언에는 자바 민화에 자주등장하는 유명한 인물인 '공정 왕자(Just Prince)' 라투 아딜(Ratu Adil)을 언급하고 있다. 통치기에 테르나테(Ternate)는 케디리의 속국이었다.
자야바야 이후 스리 사르베스바라(Çri Sarwweçwara/Sarvesvara, 재임 1159–1171)가 뒤를 이었다. 그의 상징은 날개 모양의 숫자 9와 끝에 원 하나가 있는 '사르베스바라란차나(Sarwwecwaralancana)'이다. 거기에는 세 줄로 된 원이 둘러싸고 있다.
다음 국왕 스리 아르예스바라(Çri Aryyeçwara/Aryesvara, 재임 1171–1181)는 란차나로서 코끼리 머리의 신 가네샤(Ganesha)를 사용하였다. 그리고 비명에 적혀 있듯이 그의 통치기와 카디리왕국의 옥새가 되었다.
다음 국왕은 간드라(Gandra)로, 공식 시호는 스리 마하라자 스리 크론차리야디파 한다부와나팔라카 파라크라마닌디타 디그자욧퉁가데와나마 스리 간드라(Çri maharaja çri Kroncarryadipa Handabhuwanapalaka Parakramanindita Digjayottunggadewanama çri Gandra)이다. 1181년 세워진 비명에는 An inscription (dated 1181) '크보 살라와(Kbo Salawah)', '멘잔간 푸구(Menjangan Puguh)', '렘부 아그라(Lembu Agra)', '가자 쿠닝(Gajah Kuning)', '마찬 푸티(Macan Putih)'와 같은 동물 이름을 주요 직책명에 적용하기 시작하였다. 비명에 새겨진 고위 관료 가운데 '세나파티 사르바잘라(Senapati Sarwwajala)'나 '락스마나(laksmana)'라는 해군 제독에 부여되는 직책이 있어 케디리가 이때 해군을 가지고 있었음을 알 수 있다.
제8대 왕은 카메쉬바라(Kameçvara/Kameshwara)이다. 공식 시호는 스리 마하라자 라케 시리칸 스리 카메스바라 사칼라부와나투스티카라나 사르와니롸리야비리야 파라크라마 디그자욧퉁가데와(Çri Maharaja Rake Sirikan çri Kameçvara Sakalabhuwanatustikarana Sarwaniwaryyawiryya Parakrama Digjayottunggadewa)이다. 옥새는 날개 달린 조개껍질을 형상화한 카메스바라란차나(Kamecwaralancana)이다. 통치기에 음푸 다르마자(Mpu Dharmaja)는 '스마라다나(Smaradhana)'를 저술하여 그가 사랑의 신 카마데바(Kamadeva) 혹은 카마자야(Kamajaya)의 현신이며, 수도 다하나능 전세계에 걸쳐 사랑받고 있다고 서술하였다. 카메스바라의 아내 스리 키라나(Çri Kirana)는 사랑과 정열의 여신 카마라티(Kamaratih)의 현신으로 묘사되었다. 이 이야기는 판지 서사시(Panji cycle)로 알려지면서 시암(Siam)에 이르기까지 동남아시아 전체에 확산되었다.
마지막 왕은 크리타자야(Kritajaya/Kertajaya, 재임 1194–1222)이다. 스릉가(King Çrngga) 혹은 크리타자야의 공식 시호는 스리 마하라자 사르베스와라 트리비크라마와타라닌디타 스릉가 란차나 디그위자욧퉁가데와(Çri maharaja çri Sarwweçwara Triwikramawataranindita Çrngga lancana Digwijayottunggadewa)이다. 그는 옆에 뿔 두개가 있고 그 위에 Krtajaya라는 글자가 있는 스릉가란차나(Crnggalancana) 그림을 사용하였다. 1222년, 켄 아록(Ken Arok)에게 항복하면서 싱하사리 왕국(Singhasari kingdom)에 종주권을 내줬다. 이는 그가 간터 전투(Battle of Genter/Ganter)에서 패배한 것으로 인한 것이었다. 이 사건은 케디리의 종말과 싱하사리의 시작을 보여준다.:185–187,199

## 황금기

### 지역 권력과의 관계

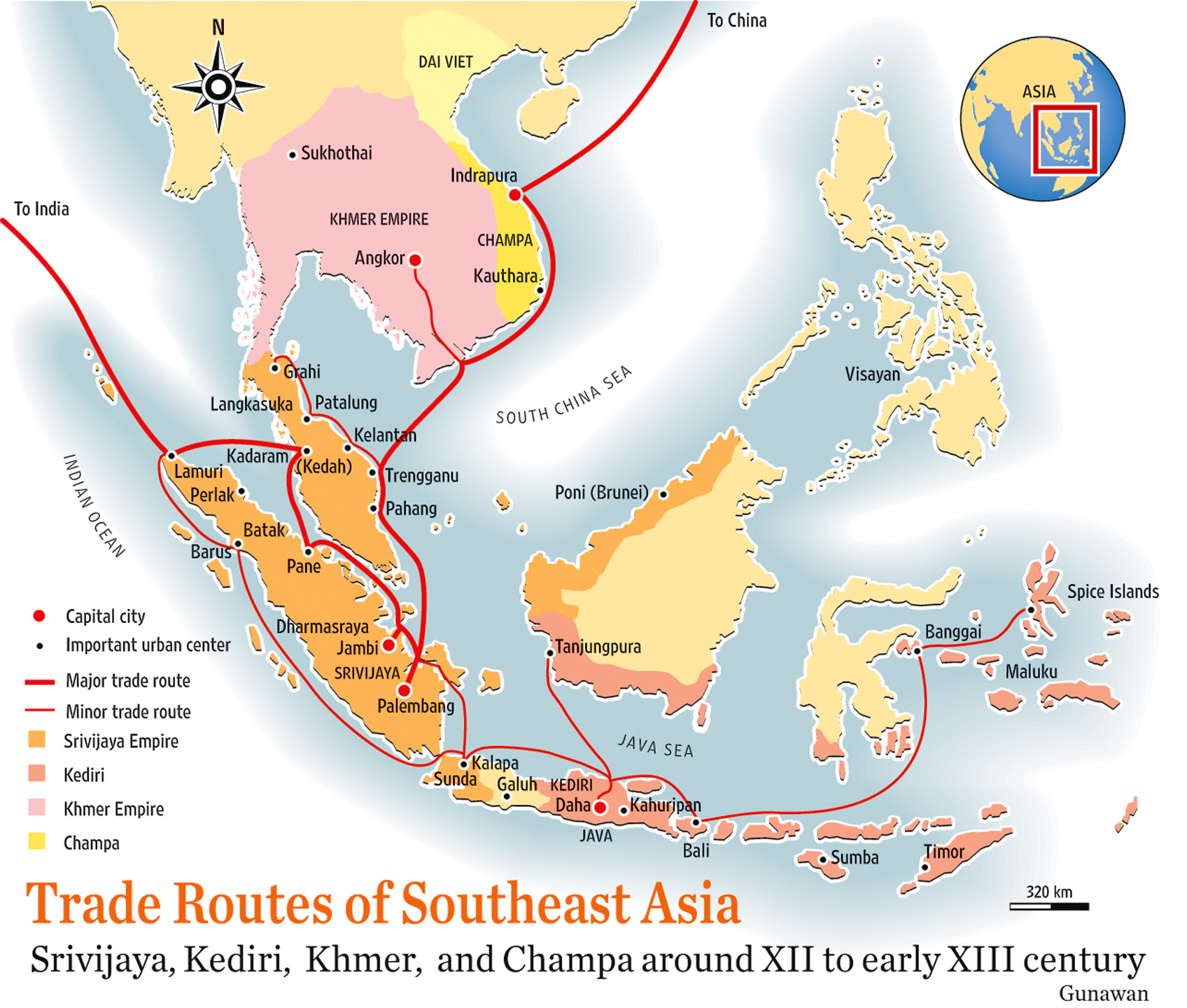
12세기에서 13세기 초의 스리비자야와 케디리

케디리는 11-12세기 수마트라(Sumatra)에 거점을 둔 스리비자야 제국(Srivijaya empire) 옆에 존속하였으며, 중국과 교역 관계를 유지하였고 인도와도 어느 정도 교역 관계를 가진 것으로 보인다. 중국에서는 '자바'를 음역한 조와(爪哇)라는 이름으로 케디리를 인지하였다. 중국의 기록들을 통해 중국인 팀험가와 교역가들이 케디리를 자주 방문했다는 것을 알 수 있다. 인도와의 관계는 문화에 관한 것으로, 라카위(rakawi)라고 하는 자바인 시인이나 학자는 힌두 신화, 신앙, 마하바라타(Mahabharata)나 라마야나(Ramayana)와 같은 서사시의 영감을 받은 문헌을 저술하였다.
11세기, 말레이반도와 수마트라섬으로 라젠드라 촐라(Rajendra Chola)가 침공함으로써 인도네시아 제도에서의 스리비자야 패권은 쇠퇴하기 시작하였다. 코로만델(Coromandel)의 촐라 국왕은 스리비자야의 케다(끄다)(Kedah)를 정복하였다. 스리비자야 패권의 약화는 케디리와 같은 교역보다 농업에 기반한 역내 왕국들의 형성으로 이어졌다. 후에 케디리는 말루쿠제도(Maluku Islands)로 향하는 향료교역 루트를 간신히 통제하였다.
남송 조여괄(趙汝适)의 『제번지(諸蕃志)』(1225) 기록에 의하면, 동남아시아에는 삼불제(三佛齊) 즉 스리비자야와 사파(闍婆) 즉 자바(케디리)가 강력하고 부유한 두 왕국이 있었다고 전한다. 사파에서는 불교와 범교(힌두교)를 숭상한다고 기록되었다. 사파인은 용맹하고 성급하며 전투를 좋아하였다. 또한 가장 좋아하는 여가는 투계와 투저였다. 화폐는 구리, 은, 주석을 녹여 만들었다.
『제번지』는 사파를 통치하는 마하라자는 다음과 같은 식민지를 통치하였다고 전한다. 백화원(百花園, 파시탄Pacitan), 마동(麻東, 메당Medang), 타판(打板, 투마펠Tumapel), 희녕(禧寧, 디엥Dieng), 융아로(戎牙路, 수라바야 후중갈루Hujung Galuh), 동기(東崎, 서 파푸아 젱기Jenggi), 타강(打綱, 숨바Sumba), 황마주(黃麻駐, 서남 파푸아), 마리(麻籬, 발리Bali), 우론(牛論, 서 파푸아 고롱Gorong 혹은 소롱Sorong), 단융무라(丹戎武囉, 보르네오 탄중푸라Tanjungpura), 저물(底勿, 티모르Timor), 평아이(平牙夷, 방가이Banggai), 물노고(勿奴孤, 말루쿠Maluku)
또한 삼불제에 관하여서는 무장한 감비(監篦) 즉 수마트라 북부의 캄페(Kampe)가 삼불제로부터 독립하여 국왕을 옹위하였다고 전한다. 말레이반도 내의 또다른 삼불제 식민지들 역시 같은 방식으로 독립을 쟁취하였다. 그러나 삼불제는 여전히 인도네시아 서부에서 가장 강력하고 부유한 숙가였다. 삼불제의 식민지는 봉풍(蓬豊, 파항Pahang), 등아농(登牙儂, 트렝가누Trengganu), 릉아사가(凌牙斯加, 랑카수카Langkasuka), 길란단(吉蘭丹, 켈란탄Kelantan), 불라안(佛羅安), 일라정(日羅亭, 젤루통Jelutong), 잠매(潛邁, 미상), 발답(拔沓, 파카Paka), 단마령(單馬令, 탐브라링가Tambralinga, 리고르Ligor 혹은 나콘시탐마랏Nakhon Si Thammarat), 가라희(加囉希, 그라히Grahi, 말레이반도 북부), 파림풍(巴林馮, 팔렘방Palembang), 신타(新拖, 순다Sunda), 람무리(藍無里, 아체Aceh의 라무리Lamuri), 감비, 세란(細蘭)이 있었다. 또한 『제번지』에 의하면 13세기 초 삼불제는 수마트라섬, 말레이반도, 자바섬(순다)을 통치하였다.
순다에 관하여 『제번지』는 순다 항구(순다 켈라파Sunda Kelapa)가 훌륭하고 전략적으로 위치해 있으며 순다 후추가 최상의 품질이라고 기록하였다. 사람들은 농업에 종사하였다. 집은 나무로 지어졌는데 이는 루마 팡궁(rumah panggung)으로 보인다. 그러나 국가는 도둑과 강도가 들끓었다.

## 문화
문학의 개화기로서 케디리는 자바 고전 문학에 있어 중요한 공헌을 하였다. 앞서 언급한 문학 작품 이후, 음푸 타나쿵(Mpu Tanakung)의 시와라트리칼파(Śiwarātrikalpa)와 우르타산차야(Wrtasancaya), 음푸 트리구나(Mpu Triguna)의 크리스나야나(Krisnayana), 음푸 모나구나(Mpu Monaguṇa)의 수마나산타카(Sumanasantaka) 역시 유명하다.
『영외대답』에는 다른 문헌에는 없는 케디리의 정부와 국민의 일상이 기록되어 있다. 이에 의하면, 사람들은 다리까지 덮는 옷을 입고 머리는 풀어 헤쳤다고 한다. 이들의 가옥은 깨끗하고 바닥은 잘 다듬어진 녹색이나 황색의 돌을 깐다고 한다. 또한 농업, 축산, 교역이 번성하고 정부가 전벅인 관심을 기울인다고 한다. 또한 비단과 목면의로 된 의복을 생산하고자 자바인으로부터 잠업을 도입했다고 한다. 또한 감옥이나 고문과 같은 신체형이 없다고 한다. 대신 범법자는 금으로 벌금을 내지만, 절도범이나 강도범은 사형되었다고 한다. 결혼 풍속에 있어 신부측은 신랑측으로부터 다소의 신부비용을 받았다고 한다. 치료에 있어 이들은 의료 기술을 발전시키는 대신 부처에게 기도했다고 한다.
매년 다섯번째 달, 수상축제가 열리고 사람들은 보트를 타고 강을 따라 다니며 기념했다고 한다. 10번째 달에는 산에서 축제가 열렸는데 사람들은 그 산에 모여 즐기면서 피리, 북, 나무 실로폰(가멜란gamelan 원시 형태) 등으로 음악을 연주했다 한다.
국왕은 비단옷을 입고 가죽신을 신고 금장식을 둘렀으며, 머리를 높이 올렸다. 국왕은 매일 정사각형의 왕좌에 앉아 관료들을 접견하였다. 알현 후 관료들은 세 번 국왕에게 절하였다. 국왕이 왕궁 밖을 나가면 코끼리를 타고 500–700명의 군인과 관료를 대동하였으며,국왕이 지날 때마다 백성들은 땅에 엎드려 있었다 한다.

## 경제
중국 문헌에 의하면, 케디리의 주요 산업은 쌀농사 등 농업, 소•돼지•닭의 축산업, 향료 교역이었다. 수도 다하(오늘날 케디리 도심)는 비옥한 브란타스강 계곡 인근의 내륙에 있었다. 이전 왕국의 아이를랑가 왕이 수립한 카후리판으로부터 케디리는 우링인삽타댐(Wringin Sapta dam) 같은 관개 시설을 물려받았다. 케디리 경제 중 일부는 왕실이 주조한 은화가 통용되었다.
후기에 이르면 케디리 경제는 교역, 특히 향료 교역에 더 의존하게 된다. 이는 케디리의 해군 발달에 의한 것으로, 이로 인해 동부 도서지역에 향료 교역 루트를 통제할 수 있었다. 케디리는 칼리만탄섬(Kalimantan island) 남부와 말루쿠제도의 공물로부터 향료를 모았다. 이렇개 모인 향료는 인도인과 동남아인들이 향료길(Spice Route)을 통하여 지중해와 중국 시장으로 운송하였다. 향로길은 인도양에서 중국 남부에 이르는 일련의 항구들을 연결하였다.

## 몰락

### 쇠퇴
케디리 왕국은 케르타자야(Kertajaya) 재위 시기에 붕괴하였다. 그 내용은 파라라톤(Pararaton)과 나가라크레타가마(Nagarakretagama)에 적혀 있다. 1222년 케르타자야는 브라만을 상대로 싸웠다. 그러자 브라만들은 투마펠(Tumapel)의 켄 아록(Ken Arok) 아쿠우(akuwu)에게 보호를 요청하였다. 우연히도 켄아록 역시 카디리의 복속 지역인 투마펠을 독립시키길 바랐다. 카디리와 투마펠 간의 전투의 절정은 케디리 동쪽 간터(Ganter) 혹은 겐터(Genter)라는 마을 인근에서 켄 아록의 군대는 케르타자야의 군대를 간신히 물리쳤다. 따라서 케디리 왕국 시기는 끝났고 그때부터 투마펠 혹은 싱하사리(Singhasari)의 신하가 되었다. 켄 아록이 케르타자야를 물리친 후, 케디리는 싱하사리 통치 하에 놓였다. 켄 아록은 케르타자야의 아들 자야사바(Jayasabha)를 케디리 섭정으로 지목하였다. 1258년, 죽어가던 자야사바는 사스트라자야(Sastrajaya)를 임명했다. 1271년, 사스트라자야의 흔적은 점점 사라지고 자야카트왕(Jayakatwang)으로 나타났다.

### 자야카트왕 반란
1292년, 자야카트왕은 케르타네가라(Kertanegara)의 싱하사리를 상대로 반란을 일으켰다. 조상 케르타자야가 켄 아록에게 패배한 것에 대한 원한 때문이었다. 케르타네가라 시해가 성공하자 자야카트왕은 케디리 왕국을 재건했으나, 원(元)의 군대와 훗날 마자파힛을 건국하는 라덴 위자야(Raden Wijaya) 군대의 협공으로 불과 1년만에 멸망하였다.

### 수다르마 위수타

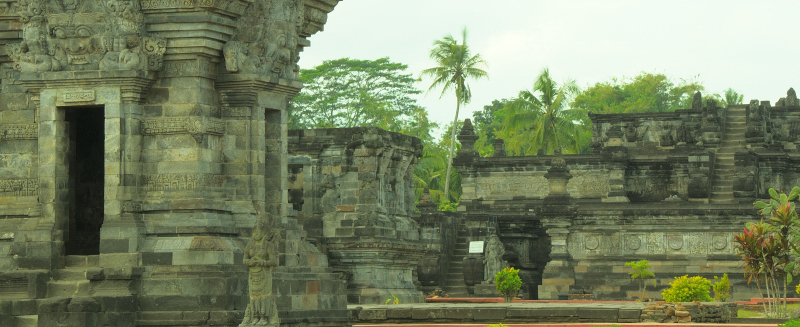
블리타르(Blitar) 북부 켈루드산(Mount Kelud) 서남부 기슭에는 동자바 최대 사원이 있다. 이는 케디리 스렝가(Srengga) 즉 케르타자야 왕 시기에 지어진 것으로 보인다.

지유 비명(Jiyu inscription)과 페탁 비명(Petak inscription)에 의하면, 15세기 마자파힛 말기, 1478년 기린드라와르다나(Girindrawardhana)가 케르타부미(Kertabhumi)를 간신히 이긴 후에 주도한 정치 세력의 중심으로서 다하(케디리)가 잠시 부활되었다. 그러나 드막 술탄국(Sultanate of Demak)의 통치자였던 브레 케르타부미(Bhre Kertabhumi)의 후손이 다하를 함락하면서, 이 왕국은 멸망하였다.

## 케디리 군주
| 재위                                                  | 왕/마하라자 | 비문 및 사건 |
| ----------------------------------------------------- | --- | --- |
| 1042–1051                                             | 스리 사마라비자야 다르마수파르나와하나 테구 우퉁가데와(Çri Samaravijaya Dharmasuparnawahana Teguh Uttunggadewa) (스리 사마라비자야(Çri Samaravijaya)) | 뿌짱안 비문(Pucangan inscription)(1041)에 언급. 아이를랑가가 두 아들에게 왕국을 분할해 준 사건 이후의 케디리 국왕 |
| 1051–1112                                             | 스리 지이텐드라카라 우리야비리야 파라크라마 바크타(Çri Jyitêndrakara Wuryyawïryya Parakrama Bhakta) (스리 지텐드라카라(Çri Jitendrakara)) | 마타지 비문(Mataji inscription)(1051)에 언급. |
| 1112–1135                                             | 스리 마하라자 라케 시리칸 스리 파라메스와라 사카라부와나 투스티카라나니 와리야위리야 파라크라마 디그자요퉁가데와(Çri Maharaja Rake Sirikan çri Paramecwara Sakalabhuwana Tustikaranani Waryyawïryya Parakrama Digjayottunggadewa) (스리 바메스바라(Çri Bamesvara))                                          | 파들레간 1세 비문(Padlegan I inscription), 파눔반간 비문(Panumbangan inscription), 탕킬란 비문(Tangkilan inscription), 베솔 비문(Besole inscription), 바메스와라 비문(Bameswara inscription), 카랑가얌 비문(Karanggayam inscription), 게넹 비문(Geneng inscription), 파길리란 비문(Pagiliran inscription)에 언급. |
| 1135–1159                                             | 스리 마하라자 상 마판지 자야바야 스리 다름메스와라 마두수다나와타라닌디타 수르트싱하 파라크라마 디그자요퉁가데와(Çri Maharaja Sang Mapanji Jayabhaya çri Dharmmeçwara Madhusudanawataranindita Suhrtsingha Parakrama Digjayottunggadewa) (자야바야(Jayabaya))                                               | 한탕 비문(Hantang inscription)(1135), 제푼 비문(Jepun inscription)(1144), 탈란 비문(Talan inscription)(1058)에 언급. |
| 1159–1171                                             | 스리 마하라자 라카이 시리칸 스리 사르웨스와라 자나르다나와타라 위자야 아그라자사마 싱하다니 와리야위리야 파라크라마 디그자요퉁가데와(Çri Maharaja Rakai Sirikan çri Sarwweçwara Janardanawatara Wijaya Agrajasama Singhadani Waryyawïryya Parakrama Digjayottunggadewa) (스리 사르베스바라(Çri Sarvesvara)) | 카휴난 및 파들레간 2세 비문(Kahyunan and Padlegan II inscription)(1159)에 언급. |
| 1171–1181                                             | 스리 마하라바 라카이 히노 스리 아리예스와라 마두수다나와타라리잘랴무카 사카라부와나 리티니위리야 파라크라모퉁가데와(Çri Maharaja Rakai Hino çri Aryyeçwara Madhusudanāwatārārijalyamukha Sakalabhuwana Ritiniwiryya Parakramottunggadewa) (스리 아르예스바라(Çri Aryesvara))                                | 믈레리 및 안긴 비문(Mleri and Angin inscription)(1171)에 언급. |
| 1181–1182                                             | 스리 마하라자 스리 크론차랴디파 한다부와나팔라카 파라크라마닌디타 디그자요퉁가데와나마 스리 간드라(Çri Maharaja çri Kroncarryadipa Handabhuwanapalaka Parakramanindita Digjayottunggadewanama çri Gandra) (스리 간드라(Çri Gandra))                                                                         | 자링 비문(Jaring inscription)에 언급. |
| 1182–1194                                             | 스리 마하라자 라케 시리칸 스리 카메스바라 사카라부바나투스티카라나 사르바니바리야비리야 파라크라마 디그자요퉁가데바(Çri Maharaja Rake Sirikan çri Kameçvara Sakalabhuvanatustikarana Sarvanivaryyaviryya Parakrama Digjayottunggadeva) (카메스바라(Kameçvara))                                              | 세만딩 비문(Semanding inscription)(1182)과 세커 비문(Ceker inscription)(1185)에 언급. |
| 1194–1222                                             | 스리 마하라자 스리 사르웨스 와라 트리위크라마와타라닌디타 스릉가 란차나 디그위자요퉁가데와(Çri maharaja çri Sarwweçwara Triwikramawataranindita Çrngga lancana Digwijayottunggadewa) (케르타자야(Kertajaya))                                                                                                | 사푸 안긴 비문(Sapu Angin inscription), 갈룽궁 비문(Galunggung inscription), 카물란 비문(Kamulan inscription), 팔라 비문(Palah inscription), 비리 비문(Biri inscription), 라와단 비문(Lawadan inscription), 나가라크레타가마(Nagarakretagama)에 언급됨. 1144년 샤카(Shaka)에 함락(1222).                          |
| 자야카트왕의 겔랑겔랑으로부터의 정변으로 케디리 부활. | | |
| 1292–1293                                             | 스리 자야카트옝(Çri Jayakatyĕng) (자야카트왕(Jayakatwang)) | 나가라크레타가마(Nagarakretagama)(1365)에 언급.:168 |

## 같이 보기
- 자바섬
- 마자파힛 제국